# Tankie

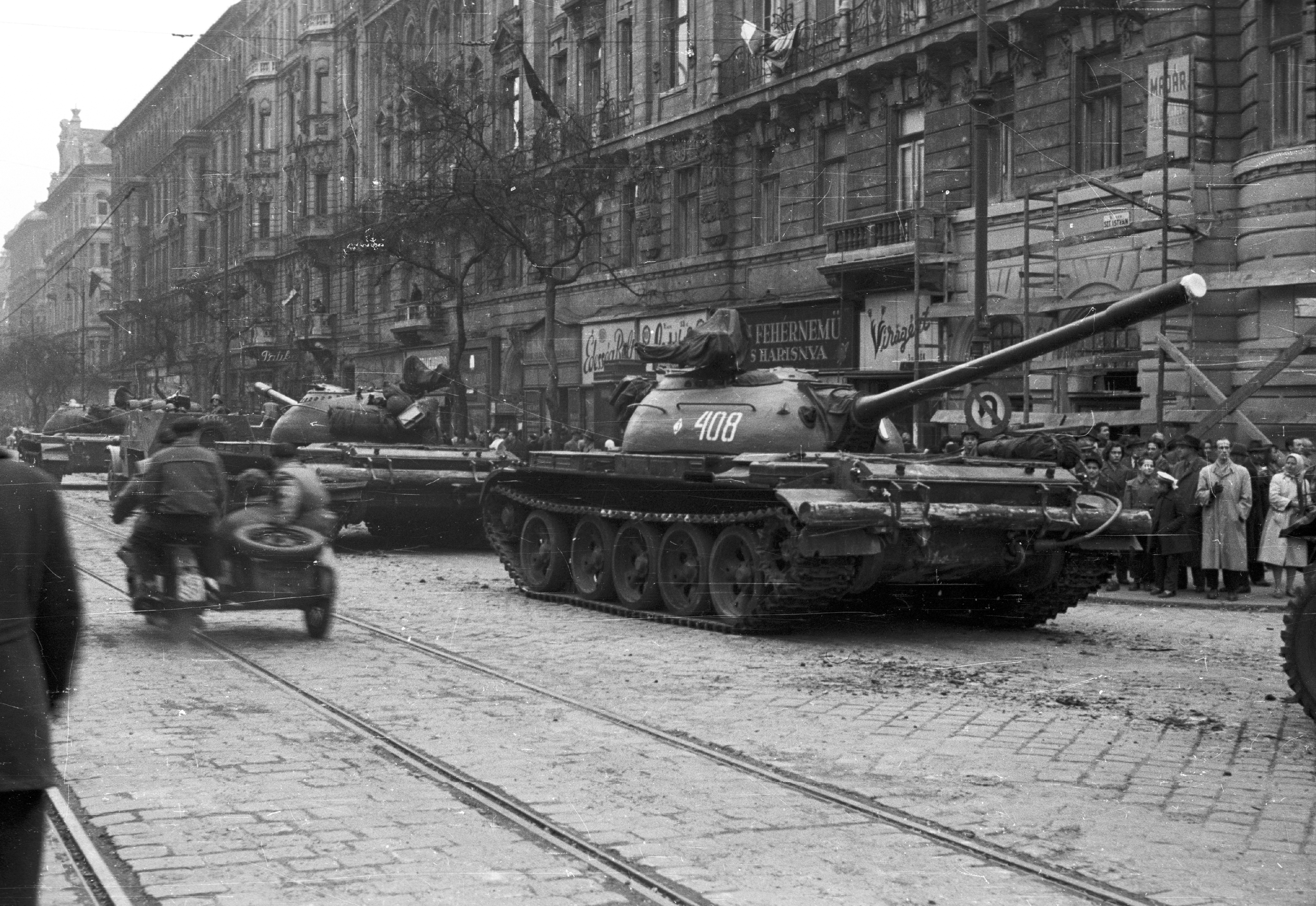
T-54 del Ejército Soviético vigilando las calles de Budapest, Hungría.

Tankie es una etiqueta peyorativa utilizada originalmente por marxistas-leninistas disidentes para designar a los miembros del Partido Comunista de Gran Bretaña (CPGB) que siguieron la línea del Partido Comunista de la Unión Soviética (PCUS). Específicamente, se utilizó para distinguir a los miembros del partido que se pronunciaron en defensa del uso soviético de tanques para aplastar la Revolución Húngara de 1956 y más tarde el levantamiento de la Primavera de Praga de 1968; o más ampliamente, aquellos que se adhirieron a posiciones prosoviéticas en general. Más recientemente se ha utilizado para acusar a personas de seguir el estalinismo especialmente a quienes respaldan, defienden o niegan la persecución y represión política de líderes comunistas como Iósif Stalin, Mao Zedong y Kim Il-sung.

## Definición

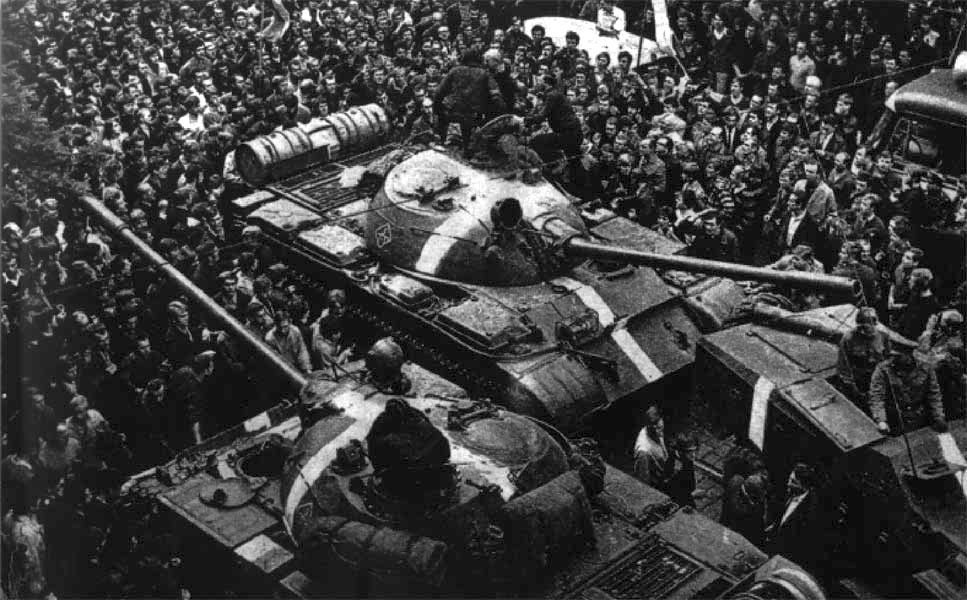
Civiles checoslovacos ven a los T-55 del Ejército Soviético en Praga.

Según The Independent, después de la Primavera de Praga, «en los círculos del Partido Comunista, incluidos los del PC británico, el término tankie se utilizó posteriormente para describir a los miembros del partido que apoyaron el aplastamiento de la Primavera de Praga por la fuerza de las armas». Según The Guardian, "tankie" es un término para estalinistas utilizado como insultos de parte de marxistas de izquierda.
El escritor izquierdista Carl Beijer afirma que hay dos usos distintos: el original, que fue «ejemplificado en el envío de tanques a Hungría para aplastar la resistencia al comunismo soviético. De manera más general, un tankie es alguien que tiende a apoyar la oposición militante al capitalismo», y la variación en línea más moderna que significa «algo así como un comunista autoproclamado que se entrega a las teorías de la conspiración y cuya retórica es en gran medida performativa'», aunque es crítico de ambos usos. Por lo tanto, "Tankie" ha resurgido como jerga de Internet para designar a un socialista o izquierdista autoritario. Según Vice, la expresión contemporánea es particularmente popular entre los jóvenes socialistas democráticos. Los tankies modernos generalmente no se llevan bien con los segmentos de izquierda no marxistas-leninistas y muchos de los que se oponen a los tankies también se consideran izquierdistas.
Según Christina Petterson, «Políticamente hablando, los tankies consideran los sistemas socialistas pasados y actuales como intentos legítimos de crear el comunismo y, por lo tanto, no se han distanciado de Stalin, China, etc.».

## Historia

Separación de Europa durante la Guerra Fría. El Bloque del Este alineado hacia la Unión Soviética de Stalin.

El término se originó como una frase para los miembros británicos de línea dura del Partido Comunista de Gran Bretaña (CPGB). El ala "Tankie" del CPGB también se llamaba a veces «estalinista» y se asociaba con las opiniones de la fuerte presencia del CPGB en los sindicatos. El periodista Peter Paterson le preguntó al funcionario de la Unión de Ingeniería Amalgamada, Reg Birch, sobre su elección al Ejecutivo del CPGB después de la invasión húngara en 1956:

Cuando le pregunté cómo podía haberse puesto del lado de los tankies, llamados así por el uso de tanques rusos para sofocar la revuelta, dijo que «querían un sindicalista que pudiera soportar a Hungría, y yo cumplí con los requisitos».

El apoyo a la invasión de Hungría fue desastroso para la reputación del partido en Gran Bretaña. Ante este más adelante el CPGB se opuso a la invasión de Checoslovaquia en 1968 por el Pacto de Varsovia, aunque una facción de línea dura lo apoyó.
El término siguió utilizándose en la década de 1980, especialmente en relación con la división entre el ala «eurocomunista» reformista del CPGB y el grupo tradicionalista pro-Moscú; este último sigue estando etiquetado como tankies. Por ejemplo, en la obra de teatro Rock 'n Roll de 2006 del autor anglo-checo Tom Stoppard, el personaje Max, basado en Eric Hobsbawm, discute con Stephen qué leer para escuchar lo que está sucediendo en el Partido, después de la caída del Muro de Berlín. Sus opciones son Marxism Today y el periódico Morning Star:

MAX: ¿El marxismo hoy? No es tanto el eurocomunismo. Al final, fue el asunto de los obsequios por correo. No podía tomar los calcetines con pequeños martillos y hoces.
STEPHEN: Bueno, lee el Morning Star y mantente al día con los Tankies.
MAX: Los Tankies ... Cómo pasan los años. Dubcek ha vuelto. Rusia acepta retirar sus guarniciones. Checoslovaquia se quita las bragas por el capitalismo. Y todo lo que queda de agosto del 68 es un apodo burlón para los únicos comunistas reales que quedan en el Partido Comunista.

El término se usa a veces dentro del Partido Laborista del Reino Unido como jerga para un izquierdista políticamente anticuado. Alastair Campbell informa sobre una conversación sobre la modernización de la educación, en la que Tony Blair dijo:

Estoy con George Walden en la selección' ... DM [David Miliband] parecía horrorizado ... [Blair] dijo que cuando se trataba de educación, DM y yo éramos solo un par de viejos tanques".

Más peyorativamente, en 2015, Boris Johnson se refirió a Jeremy Corbyn y al ala izquierda del Partido Laborista como tankies y trots, esto último refiriéndose a los trotskistas.